# Архитектурный комплекс Аппак Ишана
Архитектурный комплекс Аппак Ишана (каз. Аппақ Ишан сәулет кешені) — мечеть, медресе и дарсхана конца XIX века, расположенные на западной окраине села Шаян Байдибекского района Туркестанской области Казахстана. В 1982 году комплекс мечети и медресе был включён в список памятников истории и культуры Казахской ССР республиканского значения и взят под охрану государства.

## Архитектура
Мечеть расположена в средней части комплекса между зданиями медресе и дарсханы. Построена из жжённого кирпича европейского образца. Стоявший у здания мечети минарет не сохранился. В плане прямоугольная постройка представляет собой многокупольный объём здания с купольной же открытой обходной 2-пролётной галереей-айваном. Главный вход организован с восточной стороны. В основе объёмно-планировочной структуры арочно-купольная конструкция, позволившая с помощью типового эвена-ячейки, перекрывающей квадрат площадью 3×3 м, создать цельную выразительную архитектурную композицию. Центральная часть здания решена укрупнёнными элементами той же типовой арочно-купольной конструкции с более тщательной проработкой деталей, устройством гипсовых тяг на арках, полихромной лепниной в зените купола, декоративной отделкой ниши михраба. В пилонах большого купола расположены небольшие служебные помещения. Центральная часть постройки выделена значительно приподнятым куполом, поставленным на барабан, остальная часть мечети перекрыта системой более низких куполов и уже совсем низко посажены купола перекрытий айвана. В разработке фасадов мечети и айвана использована фактура кирпичной кладки, отчасти с применением на барабане купола полосы фигурной кладки «кирпич углом». Интерьер мечети оштукатурен. Сохранились фрагменты декорации панели в технике кырма, а также деталей настенных росписей в виде орнаментов растительной и геометрической тематики.
Медресе находится в южной части комплекса, с севера непосредственно примыкает к мечети. Одноэтажное, П-образное в плане, из жжёного кирпича. Состоит из тридцати двух помещений, из которых четыре комнаты для классных занятий расположены в углах здания; три проходных коридора выполнены по центру восточного и западного крыльев здания; остальные 25 комнат — худжры, предназначенные для проживания учащихся медресе. Особая архитектурная выразительность придана дворовым фасадам, решённым в виде сплошной аркады, образованной небольшим выносом на фасад арочной конструкции перекрытий помещений. Арки по вертикали на фасаде расчленены лопатками и объединены общим парапетом. Из внешних фасадов бо́льшая декоративность придана восточному, который ритмично расчленён выступающими за плоскость стен цоколем, лопатками-пилястрами и парапетом. Стены других фасадов гладкие, декоративных элементов не имеют и решены с учётом фактуры кирпичной кладки. Помещения медресе выстроены по типовой композиционной схеме — удлинённая комната размерами 3×6 м перегорожена у входа тонкой (в полкирпича) перегородкой, образующей тамбур. С одной стороны тамбура устроен камин, с другой — место для умывания с местным септиком типа «ташнау». В стенах комнаты — прямоугольные ниши с полочками для хозяйственных нужд. В худжрах устроены деревянные подшивные потолки, делящие комнату по высоте на 2 части. Чердачное пространство использовалось для хозяйственных целей (хранение сухих продуктов, несезонной одежды). Способы перекрытия помещений варьируются: в западном крыле медресе своды стрельчатой формы, в южной и восточной — конструкции «балхи». Угловые помещения (классные комнаты) перекрыты куполами, в проходные помещения — стрельчатыми арками. В торцах восточного и западного коридоров имеются лестницы с выходом на крышу. Интерьеры всех помещений оштукатурены и побелены, полы выложены кирпичом. В некоторых худжрах северного крыла медресе сохранились фрагменты декоративного убранства в виде лепных гипсовых обрамлений каминов, настенных орнаментированных панно, выполненных в технике кырма.
В северной части комплекса расположена дарсхана, с юга она примыкает к айвану мечети. Представляет собой небольшую постройку, предназначенную для отправления культовых обрядов на религиозные темы, чтение Корана и других религиозных мусульманских книг. Дарсхана включает в себя молельный зал с михрабной нишей и 2 прилегающие к нему небольшие служебные комнаты. Функциональное значение здания подчёркнуто высоко поднятым куполом, поставленным на цилиндрический барабан. Восточный главный фасад декорирован большой стрельчатой нишей над входом, угловыми башнями, поднимающимися над парапетом. Фасады решены с выявлением фактуры кирпичной кладки, интерьеры оштукатурены, на стенах зала сохранились фрагменты декора, выполненного в технике кырма.